# Ocrisiona suilingensis
Ocrisiona suilingensis là một loài nhện trong họ Salticidae.
Loài này thuộc chi Ocrisiona. Ocrisiona suilingensis được Peng, Liu & Joo-Pil Kim miêu tả năm 1999.